# 迷信犯
迷信犯（めいしんはん）とは、迷信的な手段を用いて実現不可能な結果を実現させようとする行為。刑法学では超自然力への依頼によって犯罪を実現しようとする行為をいう。
例えば、人を殺そうとして丑の刻参りをすることなどが挙げられる。
刑法学では不能犯の一種に分類され、犯罪には当たらず、未遂犯にもあたらないとされる。かつてはこのような理解、位置付けではなかった時代があり、丑の刻参りは1870年の新律綱領では処罰すべきものとされていた。

## 不能犯の学説との関係

### 客観説
客観説では最初から結果発生の危険性を欠くときを不能犯とする。迷信犯には結果発生の可能性がないため不能犯となる。

### 主観説

#### 純主観説
純主観説ではいやしくも犯罪的意思をもって行為を行った以上は結果に関わらず未遂犯が成立するとしている。この理論では不能犯が成立する余地がなくなるが、純主観説でも迷信犯については例外的に犯罪は成立しないとしている。
迷信犯は超自然力への依頼によって犯罪を実現しようとする行為であり、法律の対象となる行為ではないことを根拠とする。

#### 抽象的危険説（主観的危険説）
抽象的危険説（主観的危険説）は行為者の認識した事情を基礎としつつ、一般的・客観的見地から対象を絞り込もうとする学説であり、迷信犯も客観的見地からは危険性を欠くことから不能犯としている。